# Pracht-Königskerze
Die Pracht-Königskerze (Verbascum speciosum) ist eine Pflanzenart aus der Gattung der Königskerzen (Verbascum).

## Beschreibung
Die Pracht-Königskerze ist eine stattliche, zweijährige, krautige Pflanze, die Wuchshöhen von 100 bis 150 Zentimeter, zum Teil auch bis zu 2 Metern erreicht. Der Stängel ist kantig. Als Anpassung an Trockenheit ist die Laubblattregion auffallend kegelig geformt, dies leitet das Regenwasser zu den Wurzeln. Die Laubblätter sind auf beiden Seiten dicht graugelblich-filzig behaart. Die oberen Stängelblätter sind rundlich, auffallend geöhrt und stängelumfassend, alle Stängelblätter weisen einen knorpeligen Buckel unterhalb ihres Knotens auf.
Die Blütezeit liegt im Juni, teilweise bis Juli. Der verzweigte, traubige Gesamtblütenstand ist aus vielen ährigen Teilblütenständen zusammengesetzt. Die Blüten weisen einen Durchmesser von 18 bis 30 mm auf. Die gelben Kronblätter sowie fünf Staubfäden sind alle mit gelblich-weißlichen Haaren (Trichome) besetzt.
Die Chromosomenzahl beträgt 2n = 30 oder 36.
Wie bei allen Königskerzen sind Hybriden nicht selten.

## Vorkommen
Die Pracht-Königskerze kommt in Europa in Ostmittel- und vor allem in Südosteuropa vor. Darüber hinaus umfasst ihr Verbreitungsgebiet die Ukraine, Moldawien, die Türkei, Irak, Iran, Armenien, Aserbaidschan und Georgien.
Im deutschsprachigen Raum ist die Pracht-Königskerze nur in Österreich heimisch, dort kann man sie sehr selten in gestörten Trockenrasen, an Eichenwaldrändern, auf Flaumeichenwaldlichtungen und Eisenbahn- und Weingartenböschungen in der collinen Höhenstufe (Hügelland) finden. Sie tritt ausschließlich im pannonischen Gebiet auf. Die Vorkommen erstrecken sich auf die Bundesländer Nord-Burgenland, Wien, Niederösterreich und vielleicht Oberösterreich. Bei diesen Populationen dürfte es sich zum Teil um verwilderte Kulturrelikte aus ehemaligen Spezialkulturen zur Erzeugung von Spazierstöcken handeln. Die Pracht-Königskerze gilt in Österreich als stark gefährdet.
In Deutschland wurde Verbascum speciosum als stellenweise eingebürgerter Neophyt bisher in Baden-Württemberg, Bayern, Nordrhein-Westfalen, Hessen, Süd-Sachsen-Anhalt und Niedersachsen sowie in Mecklenburg-Vorpommern und Hamburg gefunden.

## Systematik
Man kann folgende Unterarten unterscheiden:
- Verbascum speciosum Schrad. subsp. speciosum
- Verbascum speciosum subsp. megaphlomos (Boiss. & Heldr.) Nyman: Sie kommt in Griechenland vor.[5]

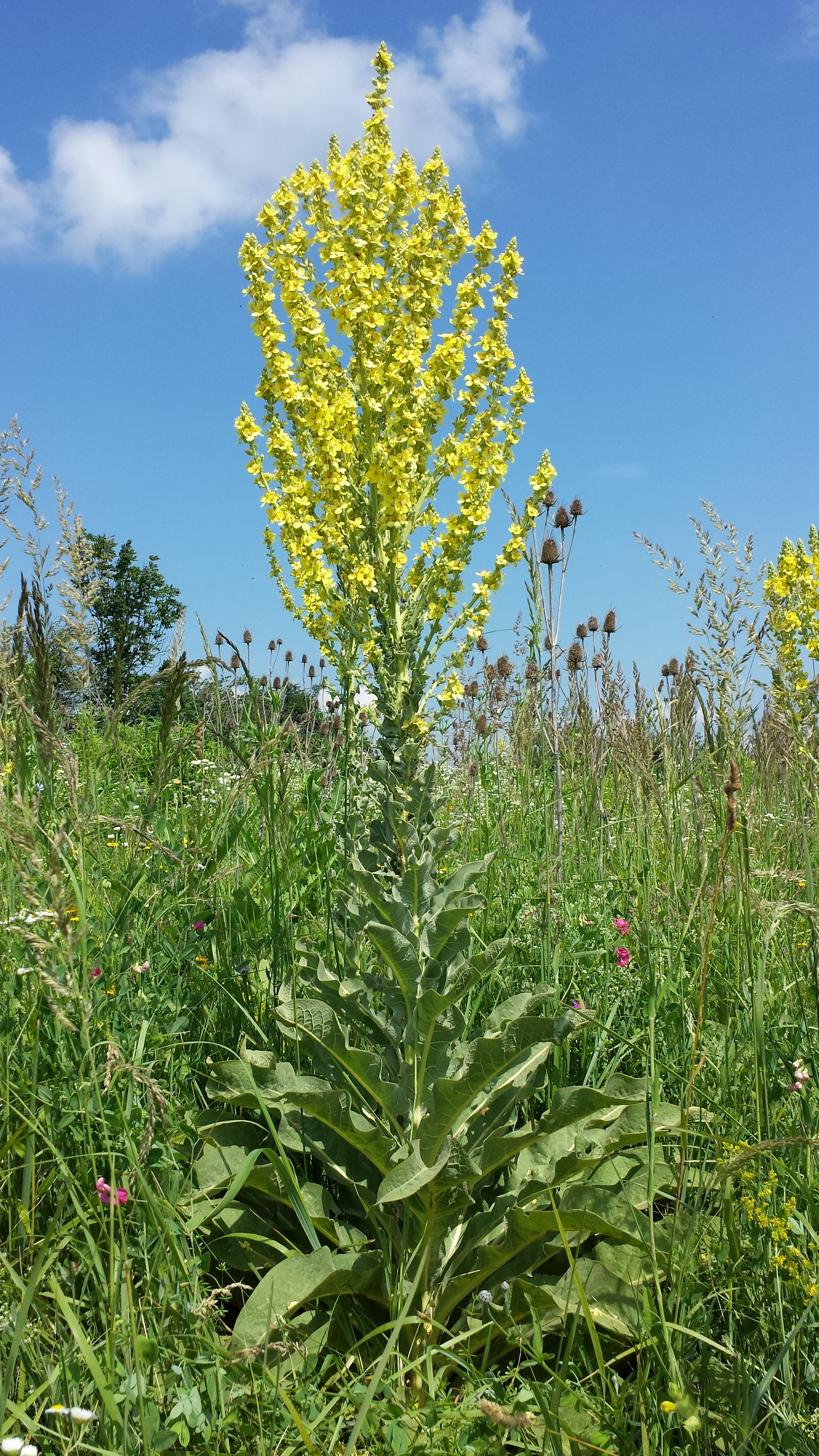
Habitus
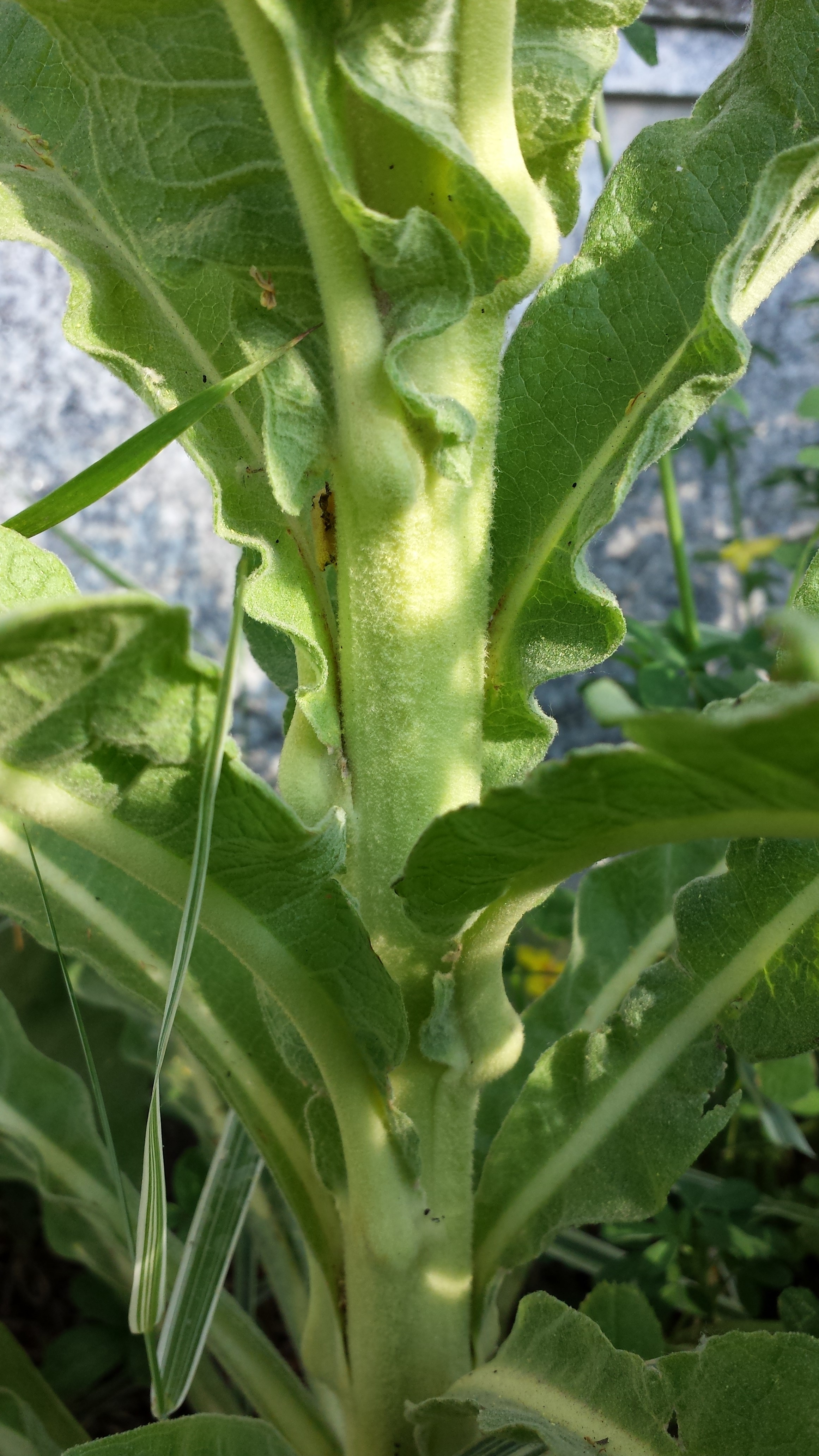
Stängelblätter mit knorpeligem Buckel unterhalb ihres Knotens
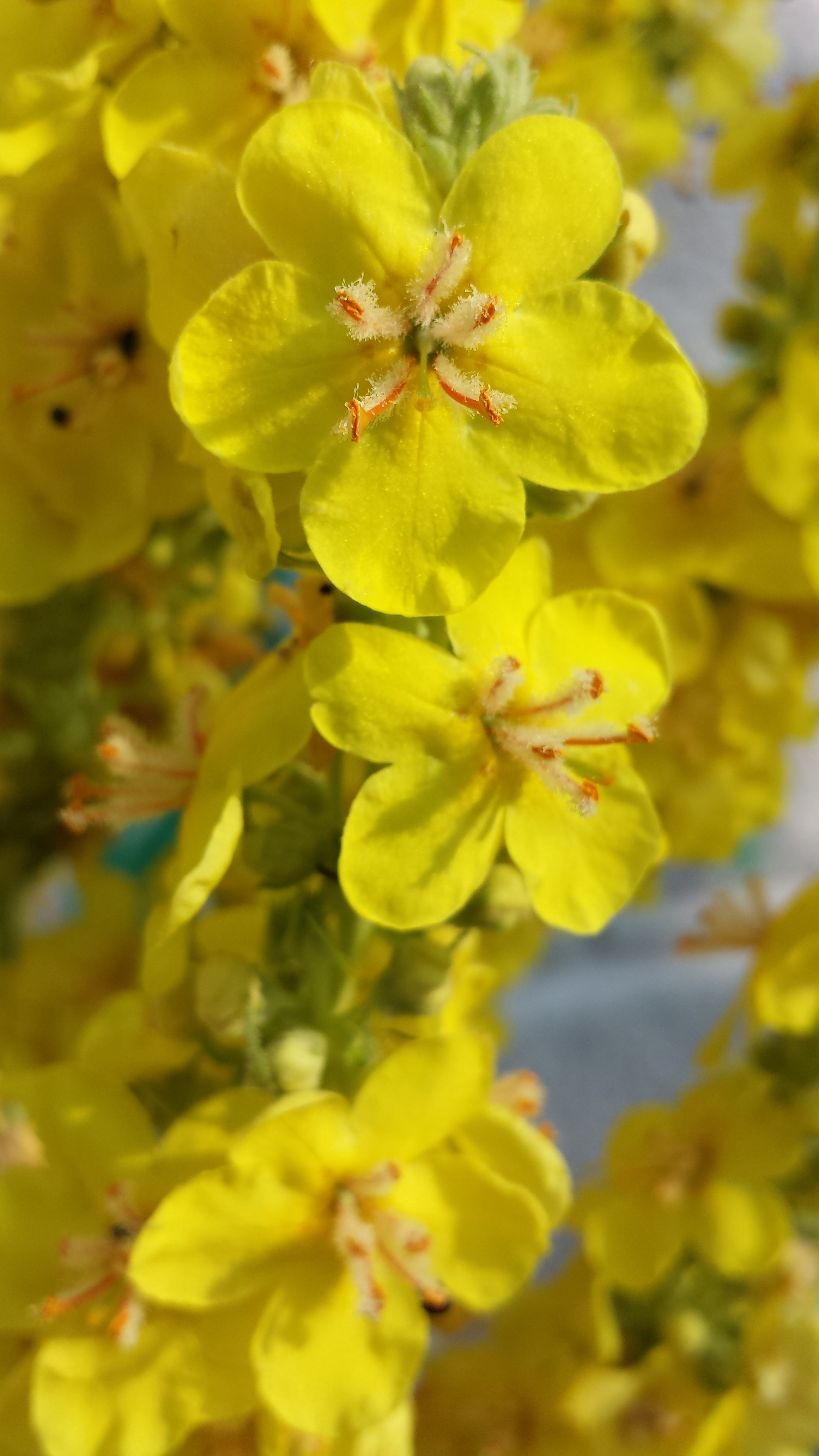
Blütenstand
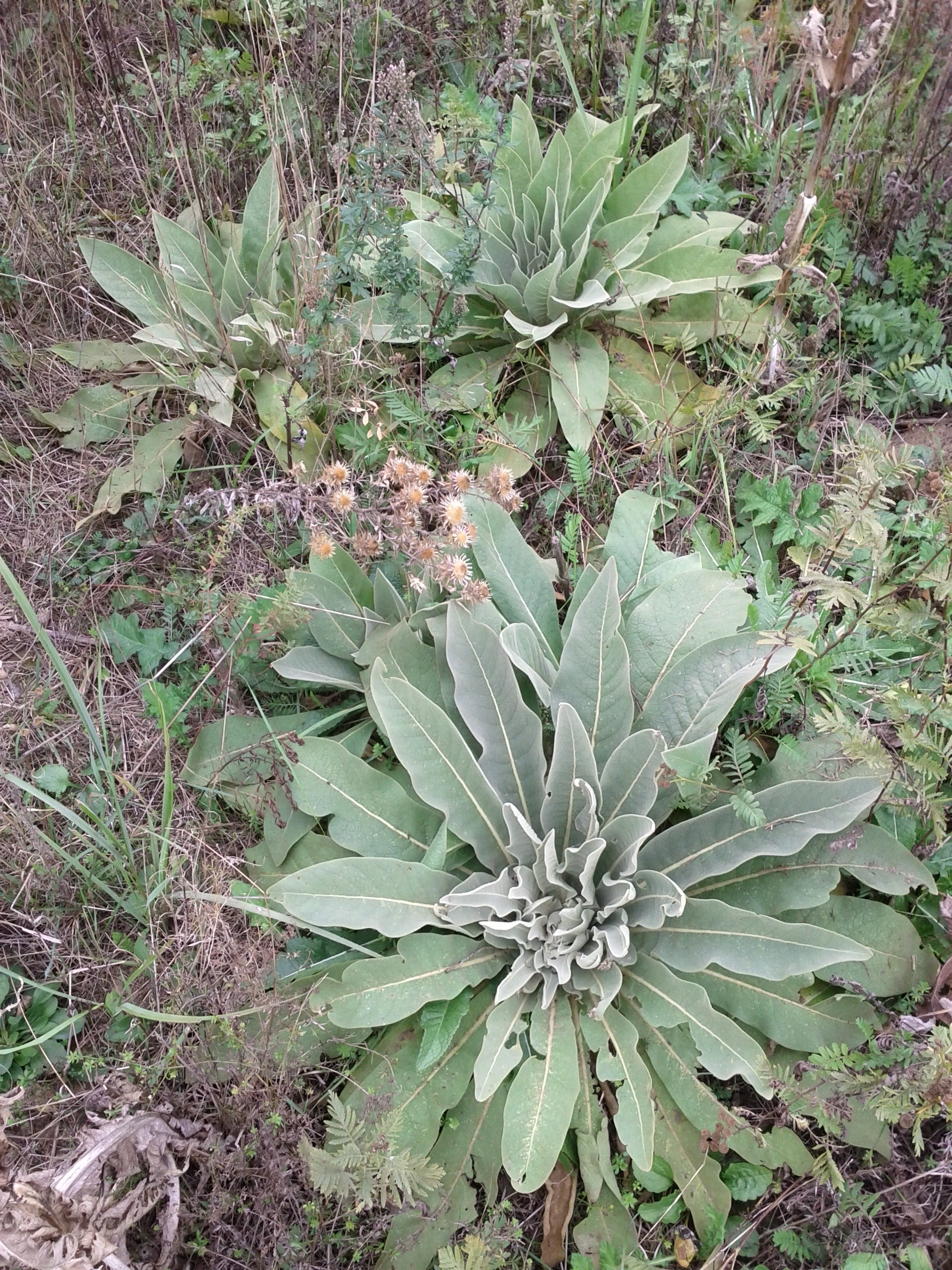
Einjährige Rosetten